# 深海糯鰻
深海糯鰻（学名：Bathymyrus simus），又名銼吻淵油鰻，为辐鳍鱼纲鳗鲡目糯鰻科淵油鰻屬下的一个种。该物种于1965年由J. L. B. Smith描述及命名，分布于西太平洋海域，体长可达19.5公分。